# Маунт-Хеброн

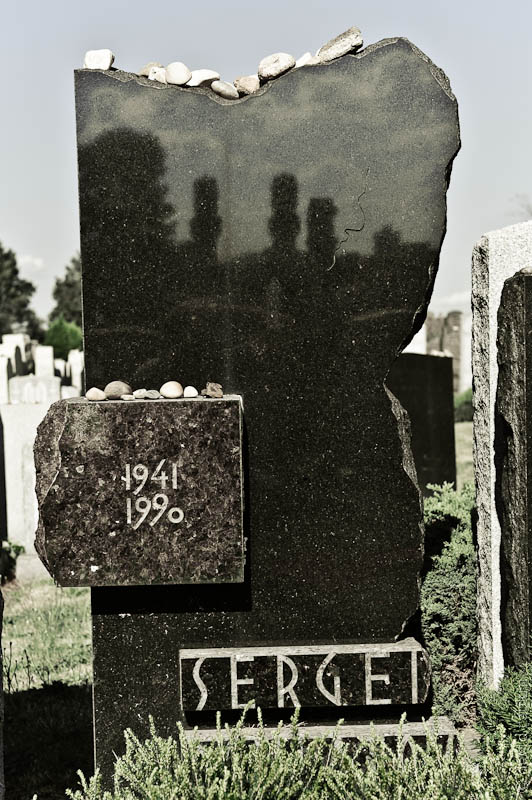
Надгробье Сергея Довлатова

Ма́унт-Хе́брон (англ. Mount Hebron, «гора Хеврон») — еврейское кладбище в районе Флашинг, боро Куинс, Нью-Йорк, США. Оно было основано в 1903 году как еврейская часть кладбища Cedar Grove Cemetery (англ.), и в настоящее время занимает большую часть территории Cedar Grove. Кладбище находится на территории бывшего поместья Спринг Хилл (Spring Hill) губернатора колонии Кэтуолладера Солдена (Cadwallader D. Colden). Кладбище знаменито своей секцией Театра на идиш. С момента открытия кладбища, на нем похоронены около 217 тыс. человек.
На кладбище есть большая секция организации «Workmen’s Circle» — она располагается как на Cedar Grove, так и на Маунт-Хеброн. В этой секции похоронены около 12 тыс. членов организации, евреев и неевреев.
На кладбище установлен большой памятник, воздвигнутый иммигрантами и потомками иммигрантов из города Гродно, сегодня находящегося в западной Белоруссии. Памятник поставлен «В память о наших дорогих родителях, братьях и сестрах города Гродно и пригородов, которых жестоко убили нацисты во время Второй Мировой войны.» . Это один из нескольких подобных мемориалов на этом кладбище.
Сектор 67 кладбища Маунт-Хеброн зарезервирован для людей, которые работали в Еврейском театре на идише.

## Известные люди, похороненные на кладбище
- Александр Бениаминов (1903—1991) — артист театра и кино.
- Сергей Довлатов (1941—1990) — писатель[7].
- Ида Каминска (1899—1980) — польская актриса.
- Меер Мельман (1900—1978) — польский режиссёр и актёр.
- Борис Томашевский (1868—1939) — актёр и режиссёр американского еврейского театра на идише, драматург и театральный деятель.
- Альфред Эйзенштадт (1898—1995) — фоторепортёр.[8]